# Susan Fleming
Susan Fleming (19 de febrero de 1908 - 22 de diciembre de 2002) fue una actriz estadounidense y esposa del famoso actor cómico Harpo Marx. Fue conocida como la "Chica con las piernas del millón de dólares" por su papel en la película Million Dollar Legs (1932) de W. C. Fields. Su gran oportunidad en el escenario, que la llevó a su breve carrera en Hollywood, fue como chica Ziegfeld, actuando en Ziegfeld Follies.

## Carrera
Fleming era neoyorquina y fue a la escuela en Forest Hills, Queens. Después de protagonizar las producciones de Ziegfeld Follies en Broadway, comenzó a aparecer en películas. Uno de sus primeros papeles en el cine fue un papel protagonista en Range Feud como Judy Walton, el interés amoroso de John Wayne. Fleming combinó sus intereses de baile y cinematográficos en la película Million Dollar Legs de 1932, en la que interpretó a la hija del personaje de W. C. Fields. Como parte de un truco publicitario para la película, sus piernas estaban aseguradas por el millón de dólares del mismo nombre.
Fleming no estaba contenta con Hollywood, afirmando en una entrevista en 1995 que no encontraba "nada más aburrido que trabajar en una película ... ¡Lo odiaba!".

## Vida personal
"Conocí a Harpo en una fiesta, como es típico en Hollywood. Me senté junto a él y con Fanny Brice. La había llevado a la fiesta porque sentía que sería entretenida, y le encantaba que lo entretuvieran."
En una cena celebrada en la casa de Samuel Goldwyn, ella estaba sentada junto a Harpo Marx y lo encontró fascinante. A pesar de su personalidad silenciosa en las películas, ella vio a Marx como "un hombre cálido, divertido y querido con quien hablar". Ella lo persiguió implacablemente, estuvieron saliendo durante cuatro años y le propuso matrimonio en tres ocasiones antes de que él por fin aceptara. Fleming terminó su carrera en Hollywood cuando se casó el 28 de septiembre de 1936. La boda de Fleming con Marx se reveló al público cuando el presidente de los Estados Unidos, Franklin D. Roosevelt dijo "Enviamos a la pareja un telegrama de felicitación en noviembre". Marx había enviado una carta de agradecimiento a Roosevelt por una fotografía firmada del presidente, en la que Marx declaraba que también estaba "en línea para felicitarlo, que se había casado en septiembre" en un "pequeño pueblo del Norte no especificado"...
Fleming se alegró de dejar el mundo del espectáculo, sirviendo como "ayudante de cámara" de Marx y criando a sus cuatro hijos adoptados. Además de su gran interés en tocar instrumentos musicales, incluyendo su arpa característica, Fleming ayudó a fomentar el interés de su esposo en la pintura, confeccionaba marcos elaborados para sus pinturas, así como creando sus propias obras de arte. Los dos recopilaron muchas obras de arte, que Fleming donó ampliamente después de la muerte de su esposo. En 1956, se mudaron a Rancho Mirage, California, con Gummo, Zeppo y Groucho Marx construyendo casas cerca.
Fleming fue activa en los asuntos de la comunidad local; fue la primera mujer en la junta del College of the Desert y fue elegida para formar parte de la Junta de Educación del Distrito Escolar Unificado de Palm Springs.
Harpo murió a los 75 años el 28 de septiembre de 1964, en su 28 aniversario de boda. Después de su muerte, Fleming se involucró más en las actividades locales, incluida la Liga local de mujeres votantes. Se convirtió en comisionada asesora de planificación para Rancho Mirage, California, y dirigió una organización dedicada a preservar el desarrollo en las frágiles laderas del desierto. Sirvió un total de 18 años en la junta de educación del distrito y participó y perdió en una campaña para la Asamblea Estatal de California. En honor a sus contribuciones, se le dedicó un Golden Palm Star en Palm Springs, California, Walk of Stars en 2002.
En una decisión de 1981 anulada posteriormente por el Tribunal de Apelaciones del Segundo Circuito de los Estados Unidos en un caso presentado por Fleming, el juez federal William C. Conner dictaminó que los productores de A Day in Hollywood / A Night in the Ukraine habían utilizado el nombre Marx de manera inadecuada. Los personaje hermanos en esa producción teatral de Broadway chocaban con los derechos de publicidad de los comediantes, incluso después de su muerte, anulando los problemas de la Primera Enmienda planteados por los creadores del programa. En abril de 1980, Conner se negó a emitir un recurso judicial preliminar y permitió que el productor Alexander H. Cohen abriera según lo previsto.
La autobiografía de Fleming, Go Tell, sobre su vida con Harpo Marx, nunca se publicó.

## Muerte
Fleming sobrevivió a Marx por casi cuarenta años durante los cuales fue pintora y activista social en el área de Palm Springs. Murió a los 94 años el 22 de diciembre de 2002 de un ataque al corazón en el Centro Médico Eisenhower en Rancho Mirage. Le sobrevivieron su hija y tres hijos adoptados, cinco nietos y dos bisnietos.

## Filmografía
| Cine       | Cine                         | Cine                                  | Cine                                                      |
| Año        | Título                       | Personaje                             | Observaciones                                             |
| ---------- | ---------------------------- | ------------------------------------- | --------------------------------------------------------- |
| 1931       | Lover Come Back              | Susan                                 |                                                           |
| 1931       | Arizona                      | Dot                                   | Sin acreditar Título alternativo: Men Are Like That       |
| 1931       | A Dangerous Affair           | Florence                              |                                                           |
| 1931       | Range Feud                   | Judy Walton                           |                                                           |
| 1932       | Ladies of the Jury           | Suzanne                               | Sin acreditar                                             |
| 1932       | Careless Lady                | Invitada del capitán Girard           | Sin acreditar                                             |
| 1932       | Million Dollar Legs          | Angela Barret                         |                                                           |
| 1932       | Heritage of the Desert       | Dance Hall Girl                       | Sin acreditar Título alternativo: When the West Was Young |
| 1933       | Olsen's Big Moment           | Virginia West                         | Título alternativo: Olsen's Night Out                     |
| 1933       | He Learned About Women       | Joan Allen                            |                                                           |
| 1933       | I Love That Man              | Miss Jones, estenógrafa               |                                                           |
| 1933       | My Weakness                  | Jacqueline Wood                       |                                                           |
| 1933       | Broadway Through a Keyhole   | Chorine                               | Sin acreditar                                             |
| 1934       | Now I'll Tell                |                                       | Sin acreditar Título alternativos: When New York Sleeps   |
| 1934       | She Learned About Sailors    | Sin acreditar                         |                                                           |
| 1934       | Charlie Chan's Courage       | Corista                               |                                                           |
| 1934       | Call It Luck                 | Alice Blue                            |                                                           |
| 1934       | Elinor Norton                | Empleada de la editorial              | Sin acreditar                                             |
| 1935       | George White's 1935 Scandals | Chorine                               | Sin acreditar                                             |
| 1935       | Break of Hearts              | Elise                                 |                                                           |
| 1935       | Navy Wife                    | Jenny                                 | Título alternativo: Beauty's Daughter                     |
| 1936       | The Great Ziegfeld           | Chica Ziegfeld                        | Sin acreditar                                             |
| 1936       | Star for a Night             | Mildred La Rue                        |                                                           |
| 1936       | Gold Diggers of 1937         | Lucille Bailey (secretaria de Hobart) |                                                           |
| 1937       | God's Country and the Woman  | Grace Moran, secretaria de Steve      |                                                           |
| Televisión |                              |                                       |                                                           |
| Año        | Título                       | Personaje                             | Observaciones                                             |
| 1954       | Inner Sanctum                | Liz                                   | 1 episodio                                                |